# Resolutie 480 Veiligheidsraad Verenigde Naties
Resolutie 480 van de Veiligheidsraad van de Verenigde Naties werd op 12 november 1980 aangenomen met unanimiteit van stemmen.

## Achtergrond
Op 25 september 1980 overleed de Amerikaanse jurist Richard Baxter. Hij was in februari 1979 rechter geworden bij het Internationaal Gerechtshof. Zijn ambtstermijn zou in 1988 zijn afgelopen..
Negen dagen later overleed ook de Syrische rechter Salah Tarazi die omkwam bij een verkeersongeval in Den Haag waar het Internationaal Gerechtshof gevestigd is. Hij zetelde sinds februari 1976 in het Hof en zijn ambtstermijn liep nog tot 1985.

## Inhoud
De Veiligheidsraad:
- Betreurt het overlijden van rechter Richard Baxter op 25 september en rechter Salah Tarazi op 4 oktober.
- Bemerkt dat twee posities in het Internationaal Gerechtshof vacant werden voor het vervolg van de ambtstermijnen en volgens het Statuut van het Hof moeten worden ingevuld.
- Merkt op dat de verkiezingsdata hiervoor moeten worden vastgelegd door de Veiligheidsraad.
- Beslist dat de verkiezingen zullen plaatsvinden op 15 januari 1981, op een vergadering van de Veiligheidsraad en een vergadering van de Algemene Vergadering tijdens haar 35ste sessie.

## Verwante resoluties
- Resolutie 208 Veiligheidsraad Verenigde Naties
- Resolutie 272 Veiligheidsraad Verenigde Naties
- Resolutie 499 Veiligheidsraad Verenigde Naties
- Resolutie 570 Veiligheidsraad Verenigde Naties

Lijst ·  462 ·  463 ·  464 ·  465 ·  466 ·  467 ·  468 ·  469 ·  470 ·  471 ·  472 ·  473 ·  474 ·  475 ·  476 ·  477 ·  478 ·  479 ·  480 ·  481 ·  482 ·  483 ·  484